# Rittergut Hutloh
Das Rittergut Hutloh, Hutloher Straße 8 und 12 zwischen der Oste und Hechthausen am Rande der Geest, in der niedersächsischen Gemeinde Hechthausen, Samtgemeinde Hemmoor, im Landkreis Cuxhaven stammt als Herrenhaus vom Anfang des 19. Jahrhunderts.
Aktuell (2024) wird es als Wohnhaus von der Familie Freiherr Marschalck von Bachtenbrock sowie gewerblich und landwirtschaftlich genutzt.
Die Gebäude stehen unter Denkmalschutz (siehe auch Liste der Baudenkmale in Hechthausen).

## Geschichte und Beschreibung
Hechthausen wurde 1233 als Hekethusen zum ersten Mal erwähnt. Damals beherrschte die begüterte Adelsfamilie de Hekethusen die Region.
Das Rittergut Hutloh sowie Gut Ovelgönne und Gut Laumühlen gehörten der niedersächsischen Uradelsfamilie von Marschalck im Erzbistum Bremen, die vor dem 16. Jahrhundert bereits genannt wurde und in Kranenburg ansässig war. Urkundlich erwähnt wurde es 1142 als Besitz der Familie Bachtenbroock. Das Gut verblieb bis heute im Familienbesitz. Die zum Gut führende Hutloher Straße ist eine Lindenallee.
Das Gutsgelände auf einer älteren Burganlage wird nach Süden durch die Bahnlinie Hamburg–Cuxhaven begrenzt. Die Gutsanlage besteht aus
- dem eingeschossigen langen zum Garten traufständigen Herrenhaus von 1806 (Inschrift) auf Granitsockel, in Fachwerk mit Steinausfachungen, mit ziegelgedecktem Krüppelwalmdach mit Schleppgauben, beidseitig mit fünfachsigem mittleren Giebelrisalit mit Dachhaus und Satteldächern sowie Terrasse, Haupterschließung über eine Freitreppe an der Nordtraufe; 1904/05 erfolgten umfangreiche Umbauten, vor allem im Inneren und nach 1945 eine Sanierung,[2]
- dem zweigeschossigen verklinkerten Wohnhaus von 1905 mit eingeschossigem Queranbau, beide mit Satteldächern am Haupthaus reetgedeckt, mit südlicher zweiflügeliger Holztür mit Spitzbogen und weiterer Tür am Nordgiebel,
  - sowie dem denkmalgeschützten Eiskeller mit etwa ein Meter breiten und mit Torf gefüllten Wänden und westlicher Holztür
  - und der Sandstein-Grabplatte der Familie für Johann Marschalck († 1551) und Anne Marschalck († 1572) (Inschriften),[3]
- der Feldsteinmauer von um 1905 vom Ostgiebel des Herrenhauses bis zu einem Nebengebäude mit einem Torbogen zwischen Park und Haupteingang mit Gartenbereich und Wirtschaftshof, sowie Spolien mit Kartusche mit der Inschrift „anno 1745“ am Sturz sowie am Seitenpfeiler ein Stein mit der Inschrift: „Assecurirt Nr. 1.1755“.
  - und nördlich, dem Park zugewandt, drei versetzte Epitaphe der Familie Marschalck aus dem 16. Jahrhundert und eine weitere Grabplatte aus dem 17. Jh. an der Fassade des Nebengebäudes, die ursprünglich als Grabplatten und Gruftabdeckungen in Hechthausen, Himmelpforten und Kehdingen verwendet wurden, mit figürlichen Reliefs als Wappen und Inschriften; die Grabplatten überragen die Mauer und sind wie der Torbogen mit Biberschwanzziegeln gedeckt,[4]
- dem um 4 ha großen nördlichen Landschaftspark mit weiten Rasenflächen und bis zu 250 Jahre altem Baumbestand, vermutlich angelegt im Zusammenhang mit der Errichtung des Herrenhauses von 1806, wesentlich geprägt durch die Elemente eines Landschaftsgartens des 19. Jahrhunderts; hier war eine ehemalige Burganlage mit Wassergraben und Wall bei der Teichanlage mit leicht erhöhtem Terrain einer Halbinsel mit dem Steingarten von um 1905 aus Findlingen und Feldsteinen mit Treppe und Sitzbank, erschlossen durch eine nördliche zweireihige Sommerlindenallee,[5]
- dem hufeisenförmigen Teich im südwestlichen Gutspark mit der von Wasser umflossenen Landzunge als Bestandteile der ehemaligen Burganlage und eines Burggrabens[6]
- sowie weitere nicht denkmalgeschützte Anlagen mit zahlreichen Neben- und Wirtschaftsgebäuden.

Das Landesdenkmalamt befand u. a.: „… beispielhaftes Zeugnis für den Bautyp des Gutshauses eines ehemaligen Rittergutes ….“
Heinrich Bacmeister (1618–1692) war kurzfristig von 1639/40 auf dem Rittergut Hutloh für die Familie von Marschalck als Privatlehrer tätig.
Von der Adelsfamilie, die auf dem Gut lebte, wurden bekannt:
- Levin von Marschalck (um 1585–1629), Landdrost und Kanzler der Deutschen Kanzlei von König Christian IV. von Dänemark und Norwegen
- Max Freiherr Marschalck von Bachtenbrock (1877–1954)